# Naselli
I Naselli, anticamente detti Nasitto, sono una famiglia di origine reale, discendente dai Sovrani longobardi.

## Storia e origine
Capostipite del ramo siciliano è Pericone Nasello o Naselli, che si trasferì in Sicilia nel 1298 ed il 26 giugno 1336 ebbe riconosciuta da Federico III di Sicilia la propria discendenza da Liutprando. Un Baldassare conte di Comiso, barone di Casalnuovo (oggi Comune di Basicò), cavaliere dell'Ordine di San Giacomo della Spada e pretore di Palermo fu fondatore dell'odierno comune siciliano di Aragona. Un Luigi, cavaliere dell'Ordine Militare di Alcántara, governatore di Cosenza e pretore di Palermo fu primo principe di Aragona nel 1625. Un altro Baldassare, cavaliere del Toson d'Oro, pretore di Palermo, vicario generale di Agrigento e Licata, generale d'artiglieria, fu cortigiano di Carlo II di Spagna. Un Luigi, principe di Aragona e Poggioreale, marchese di Gibellina, conte di Comiso, grande di Spagna e barone di Casalnuovo fu cortigiano di Carlo III di Spagna.

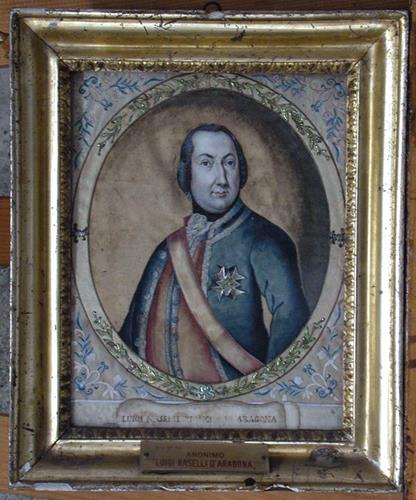
Gaetano Ognibene, Ritratto del principe Luigi Naselli d’Aragona, collage in seta, galloni, laminette, avorio, fine sec. XVIII - inizi sec. XIX, Palermo, GAM, depositi

Il privilegio più rilevante per la famiglia Naselli fu quello concesso da re Alfonso nel 1448, che esentava Periconio II Naselli e i suoi discendenti da tutte le collette, tasse, donativi, gabelle ed altri obblighi e funzioni, li autorizzava a portare qualsiasi arma (anche proibita) e infine, per le cause civili e militari, potevano essere giudicati solo dalla Corte del Gran Siniscalco e non da tribunali ordinari. Questo privilegio si perpetrò fino all’abolizione della feudalità.

## Genealogia
Nicolo’ Naselli (1260 - …)
Periconio Naselli (1290 – 1343)
Niccolo' Naselli (1320 - …)
Pietro Naselli (1360 - …)
Riccardo Naselli (1400 – 1456)
Periconio II Naselli (1418 – 1479)
Periconio III Pietro Antonio Naselli Detto Periconetto (1450 – 1517)
Baldassare I Naselli (1475 – 1549)
Gaspare I Naselli (1500 – 1555)
Baldassare II Naselli (1521 – 1557)
Gaspare II Naselli Detto Il Conte Rosso (1544– 1586)
Baldassare III Naselli (1584 - 1614)
Luigi I Naselli e Saccano (1611 – 1673)
Baldassare IV Naselli e Carriglio (1635-1710)
Luigi II Onofrio Nicolo’ Naselli e Fiorito Tagliavia (1667 – 1741)
Baldassare V Naselli e Branciforte (1696 – 1753)
Luigi III Naselli e Morso Filingeri (1717 – 1773)
Baldassare VI Naselli e Morso Bonanno (1741 – 1812)
Luigi IV Naselli (1767 – 1803)
Baldassare VII Naselli e Galletti (1801 – 1863)
Marianna Burgio Naselli (1797 - 1870)
Luigi V Burgio Naselli (1821 – 1889)

## Titoli
il 26 giugno 1336 il Re Federico III d’Aragona investe Periconio Naselli del titolo di Barone sul feudo della Mastra (terra tra Mazzarino e Riesi). Periconio Naselli era un Cavaliere molto fedele al Re Spagnolo Federico III e per i suoi servigi venne ricompensato con terre e proprietà chiamati feudi.
Il 1° ottobre 1455 	Periconio II Naselli per concessione del re Alfonso il Magnanimo, ebbe il titolo di Barone di Comiso, pertanto Comiso passò da "villa" a "baronia".
Il 20 giugno 1571 Gaspare II Naselli viene nominato Conte di Comiso dal re di Spagna Filippo II, per i servigi resigli come combattente nelle Fiandre e nella lotta contro i Turchi, pertanto Comiso viene elevata a contea. Verrà soprannominato il “conte rosso” per la sua capigliatura; fu abile cavaliere della corona spagnola.
Il 27 ottobre 1625 il re di Spagna Filippo IV conferì il titolo di Principe di Aragona al conte Luigi I Naselli (poco più che quattordicenne), per l'antica nobiltà della sua famiglia e per i servigi prestati dai suoi antenati ai Re di Spagna. 
Il 10 novembre 1709 il re Filippo V di Borbone concesse al principe-conte Luigi II Naselli l'importante titolo (trasmissibile ai discendenti) di Grande di Spagna. 
Nel 1722 il re Carlo VI d'Austria e di Sicilia nominò suo ambasciatore al congresso di Cambray il principe-conte Baldassare V Naselli.
Con Luigi III (Castellammare del Golfo 1717 – Palermo 1773) la famiglia Naselli ha avuto il maggior numero di possedimenti della sua storia, infatti, egli era Conte di Comiso, Principe d'Aragona e di Poggioreale, Marchese di Gibellina, Barone di Casalnuovo, di Castellammare del Golfo, di Pumo e di Limbrici, Signore dell'Abita, di Ravanusa e di Mondello; inoltre aveva molti titoli onorifici, tra cui quelli di Grande di Spagna e di Cavaliere del Toson d'Oro.
Complessivamente la famiglia possedette due principati, un ducato, due marchesati, una contea e oltre cinque baronie.

## Stemma
Arma: d'azzurro, con una fascia, sormontata da un leone nascente, accompagnata in punta da tre palle allineate in fascia, il tutto d'oro.

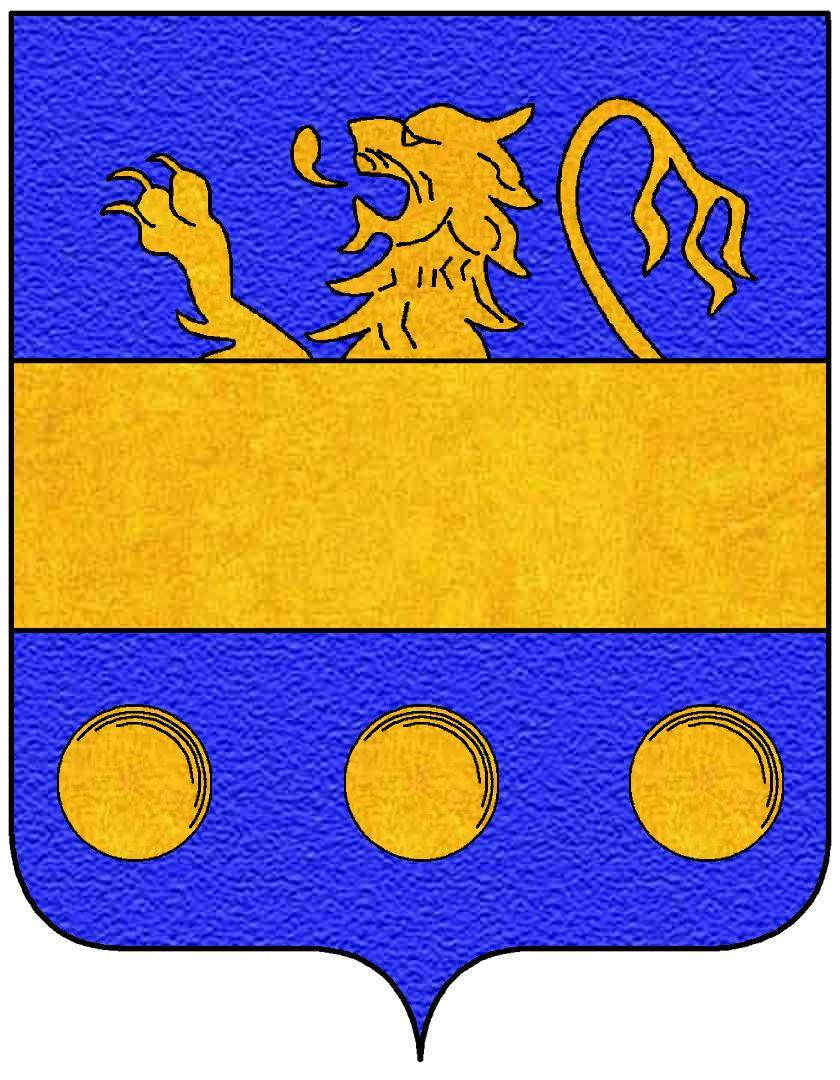
Stemma della famiglia Naselli